# Flectonotus goeldii
Flectonotus goeldii, tiếng Anh thường gọi là Goeldi's Frog, là một loài ếch trong họ Hemiphractidae. Được nhà tự nhiên học và động vật học người Thụy Sĩ-Brasil Émil Goeldi mô tả lần đầu, Flectonotus goeldii là loài đặc hữu của Brasil.
Các môi trường sống tự nhiên của chúng là các khu rừng ẩm ướt đất thấp nhiệt đới hoặc cận nhiệt đới, các đồn điền, vườn nông thôn, và các khu rừng trước đây bị suy thoái nặng nề.